# Ефремов, Александр Ефремович
Александр Ефремович Ефремов (1910—1998) — советский работник сельского хозяйства, механизатор, Герой Социалистического Труда.

## Биография
Родился 10 сентября 1910 года в селе Чувашские Энтуганы Буинского района Татарстана. Чуваш.
Выучившись после окончания школы и окончив техникум (в 1931 году), стал агрономом. Затем работал механизатором, много лет возглавлял Буинскую МТС как в годы Великой Отечественной войны, так и после её окончания. Коллектив под руководством Ефремова добивался высоких показателей, и вскоре буинские механизаторы приняли обращение алтайских земледельцев развернуть в стране борьбу за рекордные урожаи. Совет МТС провел организационные мероприятия — подготовили технику, обсудили и приняли условия трудового соперничества, установили на время посевной диспетчерскую связь. В качестве новации буинские механизаторы стали использовать многоагрегатный способ работы, когда вспашка, боронование и сев велись за один проход. Так трактористы Буинской МТС отлично провели посевную и уборочную кампании, собрав по 22 центнера зерна на круг, а сам Александр Ефремович весной следующего года стал Героем Социалистического Труда.
В 1958—1961 годах он возглавлял районную сельскохозяйственную инспекцию, в 1961—1972 годах — Буинское отделение «Сельхозтехники». Занимался и общественной деятельностью — избирался депутатом Верховного Совета Татарской АССР. Вырастил троих сыновей.
Умер 16 марта 1998 года.

## Награды
- В марте 1948 года А. Е. Ефремову было присвоено звание Героя Социалистического Труда с вручением ордена Ленина.
- Также был награждён медалями.

## Память
- В Буинске одна из улиц носит имя Героя, а в 2012 году на ней А. Е. Ефремову был установлен бюст.[1][2]